# Élections législatives de 1956 dans la Sarthe
Les élections législatives de 1956 dans la Sarthe sont des élections françaises qui ont eu lieu le 2 janvier 1956 dans le département de la Sarthe dans le cadre des élections législatives françaises de 1956, sous la IVe République.
Ce sont les dernières élections législatives de la Quatrième république, après les élections de novembre 1946 et de juin 1951.

## Mode de scrutin
L'Assemblée nationale est composée de 626 sièges pourvus au scrutin proportionnel plurinominal suivant la règle de la plus forte moyenne dans le cadre départemental, sans panachage.
Le vote préférentiel est admis, en inscrivant un numéro d'ordre en face du nom d'un, de plusieurs ou de tous les candidats de la liste. Mais l'ordre ne pourra être modifié que si au moins la moitié des suffrages portés sur la liste est numéroté. Dans les faits les modifications ne dépasseront jamais les 7%.
La loi électorale du 7 mai 1951, dite loi des apparentements, reste en vigueur. Elle permet à la base une répartition des sièges à la représentation proportionnelle dans le département, mais si des listes « apparentées » avant le déroulement du scrutin obtiennent ensemble une majorité absolue de suffrages exprimés, elles reçoivent directement tous les sièges à pourvoir.
Dans le département de la Sarthe, cinq députés sont à élire.

## Élus
| Député sortant   | Parti | Parti    | Député élu ou réélu | Parti | Parti    |
| ---------------- | ----- | -------- | ------------------- | ----- | -------- |
| Robert Manceau   |       | PCF      | Robert Manceau      |       | PCF      |
| Christian Pineau |       | SFIO     | Christian Pineau    |       | SFIO     |
| Jean Letourneau  |       | MRP      | Paul Goussu         |       | CNIP     |
| Raymond Dronne   |       | Rép. soc | Raymond Dronne      |       | Rép. soc |
| André Gaubert    |       | Rép. soc | Fernand Bone        |       | UFF      |

## Résultats

### Résultats à l'échelle du département
- Un apparentement est conclu en soutien à la majorité sortante, entre les listes CNIP, Rép. soc et MRP.
- Un autre regroupe les deux listes poujadistes.

| Parti    | Parti     | Tête de liste           | Résultats | Résultats | Appar. | Appar. | Sièges |
| Parti    | Parti     | Tête de liste           | Voix      | %         | Voix   | %      | Nb.    |
| -------- | --------- | ----------------------- | --------- | --------- | ------ | ------ | ------ |
|          | CNIP-ARS  | Paul Goussu             | 56 324    | 28,52     | 19 708 | 9,98   | 1 1    |
|          | Rép. soc  | Raymond Dronne          | 56 324    | 28,52     | 18 525 | 9,38   | 1 1    |
|          | MRP       | Jean Letourneau         | 56 324    | 28,52     | 18 091 | 9,16   | - 1    |
|          | PCF       | Robert Manceau          | 39 451    | 19,98     | -      | -      | 1      |
|          | SFIO      | Christian Pineau        | 35 822    | 18,14     | -      | -      | 1      |
|          | UFF       | Fernand Bone            | 27 265    | 13,81     | 24 602 | 12,46  | 1 1    |
|          | Act° civ. | Alexis Fauvel           | 27 265    | 13,81     | 2 663  | 1,35   | -      |
|          | Rad-soc   | Albert Fouet            | 18 889    | 9,57      | -      | -      | -      |
|          | Réf. État | Hubert Lefèvre-Pontalis | 12 562    | 6,36      | -      | -      | -      |
|          | RGR-CNIG  | Jean Coutard            | 4 355     | 2,21      | -      | -      | -      |
|          |           |                         |           |           |        |        |        |
| Inscrits | Inscrits  | Inscrits                | 256 557   | 100,00    |        |        | 5      |
| Votants  | Votants   | Votants                 | 207 727   | 80,97     |        |        |        |
| Exprimés | Exprimés  | Exprimés                | 197 487   | 95,07     |        |        |        |